# 亞歷山卓·巴利科
亞歷山卓·巴利科（義大利語：Alessandro Baricco，義大利語發音：[ale's:andro baˈrik:o]，1958年1月25日—）出生於都靈，是義大利最受讀者愛戴的小說家之一。

## 生平
巴利科大學就讀哲學系，指導教授為強尼·伐第摩（Gianni Vattimo），並在音樂學院取得鋼琴主修文憑，他曾經發表過幾篇音樂評論性質的散文(1988年，賦格的天才)。後來他以樂評身份進入共和國報，後來又在新聞報擔任文化版編輯，於新聞界嶄露頭角。
除了廣播節目以外，巴利科也曾在電視台工作。1993年為RAI(義大利廣播電視公司)第三頻道執導廣播劇「愛情似箭」，1994年又和新聞工作者喬凡娜·祖寇尼（Giovanna Zucconi）合作，為文學節目「Pickwick 讀與寫」擔任企畫和執行工作。
他出版的小說包括：《憤怒的城堡》（1991年）、《海洋，海》（1993年）、《絹》（1996年）、《City》（1999年）、《不流血》（2002年）。此外於1994年他出版了劇場文本《1900：獨白》，後來多次以口白方式被改編為劇場作品，並由導演朱塞培·托納透雷拍攝成電影《海上鋼琴師》（1998年），另一部小说《不流血》则在2024年被安吉丽娜·朱莉搬上大银幕。
之後巴利科將發表在新聞報的文章，編輯成兩本書出版（1995年的《Barnum 》和1998年的《Barnum 2 》）。2004年他依據瑪利亞·格拉齊亞·雀尼（Maria Grazia Ciani）翻譯的荷馬史詩《伊利亞德》，將其改編為劇場朗讀作品《荷馬，伊利亞德》。2005年11月小說「這個故事」問世。
經過電視台的製作經驗後，他與幾位合夥人一起在都靈創辦了荷登學校，以跨學科的方法教導敘事及寫作技巧。

## 作品

### 小說
- 憤怒的城堡（Castelli di rabbia）
- 海洋，海（Oceano Mare）
- 1900（Novecento）
- 绢（Seta）
- City
- Constellations
- 不流血（Senza sangue）
- 這個故事（Questa storia）

### 戲劇作品
- 1900：獨白（Novecento）
- 達薇拉·羅阿（Davila Roa）,從未出版，在1996年由路卡·倫科尼搬上舞台演出
- 西班牙黨（Partita Spagnola）
- 荷馬，伊利亞德（Omero, Iliade）

### 選集
- Barnum
- Barnum 2
- 將來，全球化與未來世界手冊（Next. Piccolo libro sulla globalizzazione e il mondo che verrà）,2002年。

### 散文
- 賦格的天才，論羅西尼的戲劇音樂（Il genio in fuga. Sul teatro musicale di Rossini）, 1988年 及 1997年
- 海格爾的靈魂與威斯康辛的母牛（ L'anima di Hegel e le mucche del Wisconsin）, 1992年

## 外部連結
- 書迷為巴利科架設的網站 （意大利文）
- 《荷馬，伊利亞德》的劇場朗讀（页面存档备份，存于）
- 位於都靈的荷頓學校 （页面存档备份，存于）